# Ocynectes
Ocynectes — рід скорпеноподібних риб з родини Бабцевих (Cottidae). Рід поширений в узбережних водах на північному заході  Тихого океану

## Види
Рід містить два види:
- Ocynectes maschalis D. S. Jordan & Starks, 1904
- Ocynectes modestus Snyder, 1911